# Emma Willard
Emma Willard   (Berlin, 23 de febrer de 1787 - Troy, 15 d'abril de 1870) cognom de casada d'Emma Hart, fou una educadora i escriptora nord-americana. El seu treball sobre educació de les dones, especialment com a fundadora del seminari femení de Troy, va impulsar la creació d'escoles secundàries per a les noies.

## Biografia
Emma Willard va néixer el 23 de febrer de 1787 a la Berlín estatunidenca, a Connecticut. Va ser la setzena de disset fills del seu pare, Samuel Hart, i la seva segona esposa, Lydia Hinsdale Hart. El seu pare era un granger que va animar els seus fills a llegir i pensar per ells mateixos. De ben jove, el pare de Willard va reconèixer la seva passió per aprendre. Aleshores, a les dones només se'ls proporcionava educació bàsica, però Willard intervenia en discussions familiars de política, filosofia, política mundial i matemàtiques, que eren considerats aleshores temes masculins.
A mitjan adolescència, ja havia après tot el coneixement que s'ensenyava a l'escola pública, havia llegit les Vides paral·leles de Plutarc, la Història Antiga de Charles Rollin i la Història de la decadència i caiguda de l'Imperi romà, d'Edward Gibbon, assenyala una biografia seva publicada per John Lord el 1873. Als 15 anys, Willard es va matricular a la seva primera escola a la seva ciutat natal. Va progressar tan ràpidament que, dos anys després, a 17 anys, ella mateixa ensenyava allà i fins i tot es va fer càrrec de l'acadèmia durant un curs, el 1806.

## Carrera
El 1807, Willard va abandonar Berlín i va treballar breument a Westfield, Massachusetts, abans d'acceptar una oferta de treball en una acadèmia femenina de Middlebury, Vermont. Va ocupar el càrrec de directora al Seminari Femení de Middlebury des del 1807 fins al 1809. Es va quedar impressionada pel material ensenyat allí i va obrir un internat per a dones el 1814, a la seva pròpia llar. Es va inspirar en les matèries que estudiava el seu nebot, John Willard, al Middlebury College. i es va esforçar per millorar el currículum que s'ensenyava a les escoles de noies. Willard creia que les dones podrien dominar temes com les matemàtiques i la filosofia. Aquesta passió per l'educació femenina la va portar a lluitar per la primera escola de dones en l'educació superior.

Un dels gràfics que Emma Willard ideà per explicar història a començament del segle XIX

El seu èxit la va portar a compartir les seves idees sobre educació i a escriure el 1819 A Plan for Improving Female Education, un fulletó que va presentar als membres de la legislatura de Nova York. El seu pla incloïa una proposta de seminari per a dones que es financés públicament tal com es feia amb les escoles masculines. Willard no va rebre resposta dels legisladors, alguns dels quals creien que l'educació de les dones era contrària a la voluntat de Déu. Willard, finalment, va rebre el suport del governador de Nova York, DeWitt Clinton, que la va convidar a obrir una escola allà. En no rebre el suport financer promès, va traslladar la seva escola a Troy, Nova York.

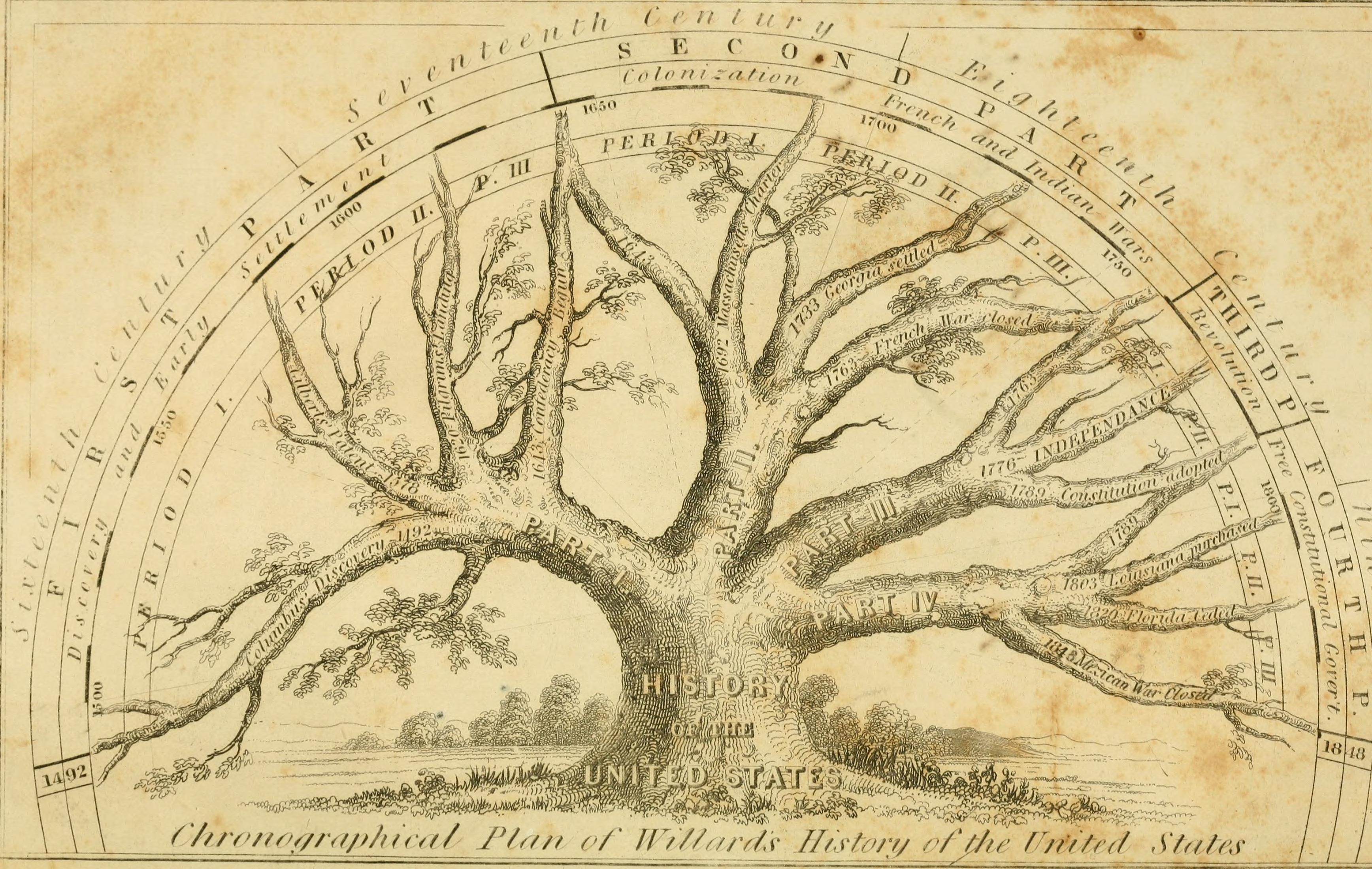
La història dels Estats Units mostrada en forma d'arbre, al.

El Seminari Femení de Troy, la primera escola dels Estats Units a oferir educació superior per a dones, es va inaugurar el setembre de 1821, per a estudiants internes i externes. El currículum incloïa matemàtiques, filosofia, geografia, història i ciències. Willard va tenir èxit, i el 1831 l'escola havia inscrit més de 300 estudiants, entre les quals filles de famílies benestants o amb alts càrrecs. Tot i que la majoria de les alumnes encara acabaria com a mestresses de casa, Willard mai va impedir que seguissin estudis superiors i continuessin lluitant pels seus drets.

## Vida privada
Mentre treballava a l'acadèmia de Middlebury, Willard va conèixer el seu futur marit, John Willard, que va aportar quatre fills dels seus anteriors matrimonis. El seu nebot, també anomenat John Willard, va viure amb ells mentre assistia al Middlebury College, cosa que li va donar molta inspiració a Emma Willard per formar els seus punts de vista educatius. Almira Hart Lincoln Phelps, la germana menor d'Emma Willard, es va unir a Emma el 1823, després de la mort del seu primer marit, Simeon Lincoln, i va impartir classes al Troy Female Seminary durant vuit anys. Emma i John Willard van tenir un únic fill, John Willard Hart, que va assumir la direcció del Seminari Femení de Troy, juntament amb la seva dona, quan Willard el va deixar el 1838. El primer marit d'Emma va morir el 1825 i el 1838 es va casar amb Christopher C. Yates, però se'n va divorciar el 1843.

## Obra
Al llarg de la seva vida va escriure diversos llibres de text, incloent-hi llibres sobre història i geografia. Algunes de les seves obres són History of the United States, o Republic of America (1828), A Treatise on the Motive Powers which Produce the Circulation of the Blood (1846), Guide to the Temple of Time and Universal History for Schools (1849), Last Leaves of American History (1849), Astronography; or Astronomical Geography (1854), and Morals for the Young (1857).
Els textos d'història i geografia de Willard van incloure dones i homes i van emfasitzar la condició de la dona com a factor principal per determinar si una societat es podia qualificar de civilitzada. Però la seva pedagogia geogràfica de mapes es va popularitzar ben aviat als Estats Units. Pel que fa a l'ensenyament de la història, Willard va inventar el seu propi sistema de cronologies en perspectiva per representar línies temporals i narrar el pas el temps a través d'infografies. El progrés de l'Imperi romà, representat en el curs d'un riu; la història dels Estats Units, feta arbre, les migracions de les tribus bàrbares, com unes poques línies de colors que s'entrecreuen sobre el mapa d'Europa.
Willard també va publicar un llibre de poesia, The Fulfilment of a Promise (1831). El 1830, va fer una gira per Europa. Tres anys després, va fer donació dels guanys del llibre sobre els seus viatges a una escola per a dones que va ajudar a fundar a Atenes, Grècia.